# Madanin
Madanin (arab. ‏مدنين‎ Madanīn, fr. Médenine) – miasto w południowo-wschodniej Tunezji, ośrodek administracyjny wilajetu Madanin. W 2014 roku liczyło około 71 tysięcy mieszkańców.
W mieście tym kręcono niektóre sceny z filmu Gwiezdne wojny: część I – Mroczne widmo (m.in. kwatery niewolników na Tatooine, w tym dom Anakina Skywalkera).